# Alfredo Ríos Camarena
Alfredo Adolfo Ríos Camarena (nacido el 18 de octubre de 1935) es un político mexicano del Partido Revolucionario Institucional (PRI). De 2006 a 2009 se desempeñó como Diputado Federal en la LX Legislatura del Congreso Mexicano, representando al estado de Nayarit.
En 1971 se convirtió en el primer director del Fideicomiso Bahía de Banderas por nombramiento del entonces Presidente Luis Echeverría Álvarez.
Entre 2011 y 2019 fue redactor para la revista Siempre!